# Mikhail Sholokhov (Schiff, 1985)
Die Mikhail Sholokhov (russisch Михаил Шолохов) (dt. Michail Scholochow) ist ein Flusskreuzfahrtschiff, das im Jahre 1985 in der DDR von den VEB Elbewerften Boizenburg/Roßlau in Boizenburg gebaut wurde und zur Dmitriy Furmanov-Klasse, Projekt 302, Serie I, gehört. Die deutsche Bezeichnung war BiFa 129М (Binnenfahrgastschiff 129 Meter) und die Baunummer 384. Das Schiff wurde nach dem sowjetischen Schriftsteller Michail Scholochow benannt.

## Geschichte
Das Flusskreuzfahrtschiff mit vier Passagierdecks wurde 1985 bei der deutschen Werft im VEB Elbewerften Boizenburg/Roßlau für die „Wolgo-Donskoje Retschnoje Parochodstwo“ (ГП Волго-Донское речное пароходство МРФ РСФСР) in Rostow am Don gebaut. Es gehört zu einer 1983 bis 1992 hergestellten Baureihe von 27 + 1 (Vladimir Vysotskiy – nicht beendet) Schiffen der Dmitriy Furmanov-Klasse, eine Weiterentwicklung der Vladimir Ilyich-Klasse von derselben Werft. Das Schiff verfügt über einen dieselelektrischen Antrieb mit drei Hauptmotoren. Es wurde 2001 modernisiert und von Orthodox Cruise Company und Phoenix Reisen für ausländische Touristen eingesetzt.

## Ausstattung
Alle komfortablen 1-, 2- und 4-Bett-Kabinen sind mit Klimaanlage, Kühlschrank, Dusche und WC und 220-V-Anschluss ausgestattet und haben große Fenster (ausgenommen die des unteren Decks). An Bord befinden sich Restaurant und Bar-Restaurant, zwei Bars, Veranstaltungsraum, Sonnendeck mit Liegestühlen, Musiksalon, Sauna.

## Zwischenfälle
Am 3. September 2012 gegen 1 Uhr in der Nacht kollidierte die Mikhail Sholokhov auf dem Rybinsker Stausee vor der Insel Karagatsch mit einem Schlepper. Sie befand sich mit über 250 deutschen Reisenden an Bord auf der Fahrt von Sankt Petersburg nach Moskau.